# 1197-й самоходно-артиллерийский полк
1197-й самоходно-артиллерийский орденов Кутузова и Александра Невского полк — воинская часть в вооружённых силах СССР во время Великой Отечественной войны.

## История
В действующей армии с 12.02.1944 года.
Участвовал в заключительном этапе Новгородско-Лужской операции, по окончании которой переброшен для действий в ходе операции Багратион на могилёвское направление. Полк участвовал в освобождении Могилёва, Быхова, Шклова, в дальнейшем участвовал в Каунасской наступательной операции.
19.08.1944 года занял оборону в районе д. Потомкишки бывшего Вилковимского района, Литовской ССР в полосе 49-й стрелковой дивизии.
Вышел на подступы к Восточной Пруссии, где принял участие в Восточно-Прусской наступательной операции
К началу операции в своём составе имел 21 СУ-76. В начале операции был подчинён 94-му стрелковому корпусу и придан 358-й стрелковой дивизии, наступавшей на направлении главного удара в первом эшелоне, а с вводом в бой 124-й стрелковой дивизии переподчинён ей.
К концу боевых действий в Прибалтике достиг Калининградского залива, затем в составе армии выведен в резерв и в июне 1945 года переброшен на восток, где завершил боевые действия участие в Хингано-Мукденской операции

## Подчинение
| Дата            | Фронт (округ)           | Армия                  | Корпус (группа) | Примечания                         |
| --------------- | ----------------------- | ---------------------- | --------------- | ---------------------------------- |
| 01.03.1944 года | Ленинградский фронт     | 54-я армия             |                 |                                    |
| 01.04.1944 года | Ленинградский фронт     | 54-я армия             |                 |                                    |
| 01.05.1944 года | 3-й Прибалтийский фронт | 67-я армия             |                 |                                    |
| 01.06.1944 года | 2-й Белорусский фронт   | 49-я армия             |                 |                                    |
| 01.07.1944 года | 2-й Белорусский фронт   | 33-я армия             |                 |                                    |
| 01.08.1944 года | 3-й Белорусский фронт   | 33-я армия             |                 |                                    |
| 01.09.1944 года | 3-й Белорусский фронт   | 33-я армия             |                 |                                    |
| 01.10.1944 года | 3-й Белорусский фронт   | 11-я гвардейская армия |                 |                                    |
| 01.11.1944 года | 3-й Белорусский фронт   | 5-я армия              |                 |                                    |
| 01.12.1944 года | 3-й Белорусский фронт   | 5-я армия              |                 |                                    |
| 01.01.1945 года | 3-й Белорусский фронт   | 39-я армия             |                 |                                    |
| 01.02.1945 года | 3-й Белорусский фронт   | 39-я армия             |                 |                                    |
| 01.03.1945 года | 3-й Белорусский фронт   | 39-я армия             |                 | В составе Земландской группы войск |
| 01.04.1945 года | 3-й Белорусский фронт   | 39-я армия             |                 | В составе Земландской группы войск |
| 01.05.1945 года | Резерв Ставки ВГК       | 39-я армия             |                 |                                    |
| 01.06.1945 года | Резерв Ставки ВГК       | 39-я армия             |                 |                                    |
| 01.07.1945 года | Забайкальский фронт     | 39-я армия             |                 |                                    |
| 01.08.1945 года | Забайкальский фронт     | 39-я армия             |                 |                                    |
| 09.08.1945 года | Забайкальский фронт     | 39-я армия             |                 |                                    |
| 03.09.1945 года | Забайкальский фронт     | 39-я армия             |                 |                                    |

## Награды
| Награда                   | Дата награждения | За что получена |
| ------------------------- | ---------------- | --- |
| Орден Кутузова II степени | 10.07.1944 года  | За успешное выполнение заданий командования в боях при форсировании рек Проня и Днепр, прорыв сильно укреплённой обороны немцев, и за овладение городами Могилев, Шклов и Быхов, проявленные при этом доблесть и мужество |
| Орден Александра Невского | 14.11.1944 года  | За образцовое выполнение заданий командования в боях при прорыве обороны немцев и вторжении в пределы Восточной Пруссии, проявленные при этом доблесть и мужество.                                                        |